# 若い涙
『若い涙』は、1964年11月5日に日本ビクター（音楽レコード事業部、現・ビクターエンタテインメント）から発売された、ジャニーズのデビューシングルである。

## 概要
ジャニーズ事務所初のシングル曲。
A面曲はNHK『夢であいましょう』同年8月の歌。
カップリング曲の『ぼくの手袋破れてる』も『夢であいましょう』で歌われたことがあり、その際の映像はキネコで現存する。
『ぼくの手袋破れてる』は2025年4月時点未CD化。

## 収録曲
演奏:ビクター・オーケストラ
1. 若い涙 [2:05]
  - 作詞:永六輔/作曲:中村八大、編曲:服部克久
2. ぼくの手袋破れてる [2:10]
  - 作詞:大倉徹也/作曲・編曲:中村八大